# Vukotići (Zenica, BiH)
Vukotići su naseljeno mjesto u sastavu općine Zenice, Federacija Bosne i Hercegovine, BiH.

## Stanovništvo
Prema popisu 1991. ovdje su živjeli:
- Muslimani - 803 (99,63%)
- Jugoslaveni - 11 (0,12%)
- ostali i nepoznato - 2 (0,24%)